# Eleonora de' Medici (principessa di Toscana)
Eleonora de' Medici (Firenze, 10 novembre 1591 – Firenze, 22 novembre 1617) era la secondogenita (dopo il futuro Cosimo II, del granduca Ferdinando I de' Medici e di Cristina di Lorena.

## Biografia
Fu proposta come nuova moglie a Filippo III di Spagna dopo la morte della sua prima moglie, Margherita d'Austria, nel 1611, ma le trattative non andarono in porto.
Morì di vaiolo all'età di ventisei anni.
Nel 1857, durante una prima ricognizione delle salme dei Medici, così venne ritrovato il suo corpo: 

## Ascendenza
|                         |                       |                                  | Genitori                              |  |  | Nonni |  |  | Bisnonni                  |  |  | Trisnonni            |  |
|                         |                       |                                  |                                       |  |  |       |  |  | Giovanni dalle Bande Nere |  |  | Giovanni il Popolano |  |
|                         |                       |                                  |                                       |  |  |       |  |  | Giovanni dalle Bande Nere |  |  | Giovanni il Popolano |  |
|                         |                       | Caterina Sforza                  |                                       |  |  |       |  |  | Giovanni dalle Bande Nere |  |  |                      |  |
| Cosimo I de' Medici     |                       |                                  |                                       |  |  |       |  |  | Giovanni dalle Bande Nere |  |  |                      |  |
|                         |                       | Maria Salviati                   | Jacopo Salviati                       |  |  |       |  |  |                           |  |  |                      |  |
|                         |                       | Maria Salviati                   | Jacopo Salviati                       |  |  |       |  |  |                           |  |  |                      |  |
|                         |                       | Maria Salviati                   | Lucrezia di Lorenzo de' Medici        |  |  |       |  |  |                           |  |  |                      |  |
| Ferdinando I de' Medici |                       | Maria Salviati                   |                                       |  |  |       |  |  |                           |  |  |                      |  |
|                         |                       | Pedro Álvarez de Toledo y Zúñiga | Fadrique Álvarez de Toledo y Enríquez |  |  |       |  |  |                           |  |  |                      |  |
|                         |                       | Pedro Álvarez de Toledo y Zúñiga | Fadrique Álvarez de Toledo y Enríquez |  |  |       |  |  |                           |  |  |                      |  |
|                         |                       | Pedro Álvarez de Toledo y Zúñiga | Isabel de Zúñiga                      |  |  |       |  |  |                           |  |  |                      |  |
| Eleonora di Toledo      |                       | Pedro Álvarez de Toledo y Zúñiga |                                       |  |  |       |  |  |                           |  |  |                      |  |
|                         |                       | María Osorio y Pimentel          | Luis Pimentel y Pacheco               |  |  |       |  |  |                           |  |  |                      |  |
|                         |                       | María Osorio y Pimentel          | Luis Pimentel y Pacheco               |  |  |       |  |  |                           |  |  |                      |  |
|                         |                       | María Osorio y Pimentel          | Juana Osorio                          |  |  |       |  |  |                           |  |  |                      |  |
| Eleonora de' Medici     |                       | María Osorio y Pimentel          |                                       |  |  |       |  |  |                           |  |  |                      |  |
|                         | Francesco I di Lorena | Antonio di Lorena                |                                       |  |  |       |  |  |                           |  |  |                      |  |
|                         | Francesco I di Lorena | Antonio di Lorena                |                                       |  |  |       |  |  |                           |  |  |                      |  |
|                         | Francesco I di Lorena | Renata di Borbone-Montpensier    |                                       |  |  |       |  |  |                           |  |  |                      |  |
| Carlo III di Lorena     | Francesco I di Lorena |                                  |                                       |  |  |       |  |  |                           |  |  |                      |  |
|                         |                       | Cristina di Danimarca            | Cristiano II di Danimarca             |  |  |       |  |  |                           |  |  |                      |  |
|                         |                       | Cristina di Danimarca            | Cristiano II di Danimarca             |  |  |       |  |  |                           |  |  |                      |  |
|                         |                       | Cristina di Danimarca            | Isabella d'Asburgo                    |  |  |       |  |  |                           |  |  |                      |  |
| Cristina di Lorena      |                       | Cristina di Danimarca            |                                       |  |  |       |  |  |                           |  |  |                      |  |
|                         |                       | Enrico II di Francia             | Francesco I di Francia                |  |  |       |  |  |                           |  |  |                      |  |
|                         |                       | Enrico II di Francia             | Francesco I di Francia                |  |  |       |  |  |                           |  |  |                      |  |
|                         |                       | Enrico II di Francia             | Claudia di Francia                    |  |  |       |  |  |                           |  |  |                      |  |
| Claudia di Valois       |                       | Enrico II di Francia             |                                       |  |  |       |  |  |                           |  |  |                      |  |
|                         |                       | Caterina de' Medici              | Lorenzo de' Medici duca di Urbino     |  |  |       |  |  |                           |  |  |                      |  |
|                         |                       | Caterina de' Medici              | Lorenzo de' Medici duca di Urbino     |  |  |       |  |  |                           |  |  |                      |  |
|                         |                       | Caterina de' Medici              | Maddalena de La Tour d'Auvergne       |  |  |       |  |  |                           |  |  |                      |  |
|                         |                       | Caterina de' Medici              |                                       |  |  |       |  |  |                           |  |  |                      |  |